# Hamburger Squash Verband
Der Hamburger Squash Verband (HHSV) gehört als einer von zwölf Landesverbänden zum Deutschen Squash Verband.

## Bedeutung
Der HHSV fungiert als Dachverband aller Squashvereine in Hamburg. Nach dem Squashboom der 1970er- und 1980er-Jahre sind die Mitgliederzahlen stark gefallen. Während es in den 1990er-Jahren noch über 40 Squashanlagen in und um Hamburg gab, sind heute lediglich noch zehn übrig. Seit einigen Jahren gelingt es den Vereinen im Landesverband jedoch, ihre Mitgliederzahlen zu halten oder sogar wieder leicht zu erhöhen. Im Sportwerk in Hamburg-Stellingen wurde die Kapazität sogar von 13 auf nunmehr 15 Courts erweitert.

## Spielbetrieb
Der HHSV betreibt seit den 1990er-Jahren einen gemeinsamen Ligabetrieb mit dem schleswig-holsteinischen Landesverband SVSH. Die höchste gemeinsame Liga ist hierbei die Regionalliga. Darunter folgen eine gemeinsame Oberliga und eine gemeinsame Verbandsliga. Die Landesliga wird nur aus Vereinen aus Hamburg gebildet. Ab der Saison 2016/2017 wurde als unterste Liga eine Bezirksliga gebildet.
Aktuell gehören zum Landesverband neun Vereine: Der Hamburger Squash Rackets Club, Hanse Squash, Kaifu Ritter, Kaifu Lodge, Squash Club Altona, 1. Squash Club Bergedorf, Squash Team Öjendorf, Sportwerk Hamburg Walddörfer und der TC Racket Inn Hamburg.

## Erfolge

### Mannschaften
Die erfolgreichsten Jahre hatte der HHSV in den 1980er-Jahren: Mit dem Squashland Jenfeld, dem Hamburger SC und dem DHSRC wurde in den Jahren 1982, 1983, 1984, 1987 und 1988 die Meisterschaft in der 1. Squash-Bundesliga der Herren gewonnen. Bei den Damen gelang dies dem RC Schenefeld in den Jahren 1982, 1983 und 1984. Seit der Saison 2014/2015 ist der HHSV mit dem Verein Sportwerk Hamburg Walddörfer in der Bundesliga vertreten. Mit diesem Club konnte in der Saison 2024/2025 nach 37 Jahren erstmals wieder die Meisterschaft nach Hamburg geholt werden.

### Spieler
In den 1970er- und 1980er-Jahren waren eine Reihe Hamburger Spieler sehr erfolgreich. Der HHSV stellte mit Ronny Rothenberger, Conny Hasselbach, Carol Martini und Michael Ehlers mehrfach den Deutschen Einzelmeister.